# Красносёлка (Чудновский район)
Красносёлка (укр. Красносілка) — село в Чудновском районе Житомирской области Украины.

## История
Основано в 1585 году.
Бывшее село Красносельской волости Житомирского уезда Волынской губернии Российской империи.
Население по переписи 2001 года составляло 834 человека.

## Галерея

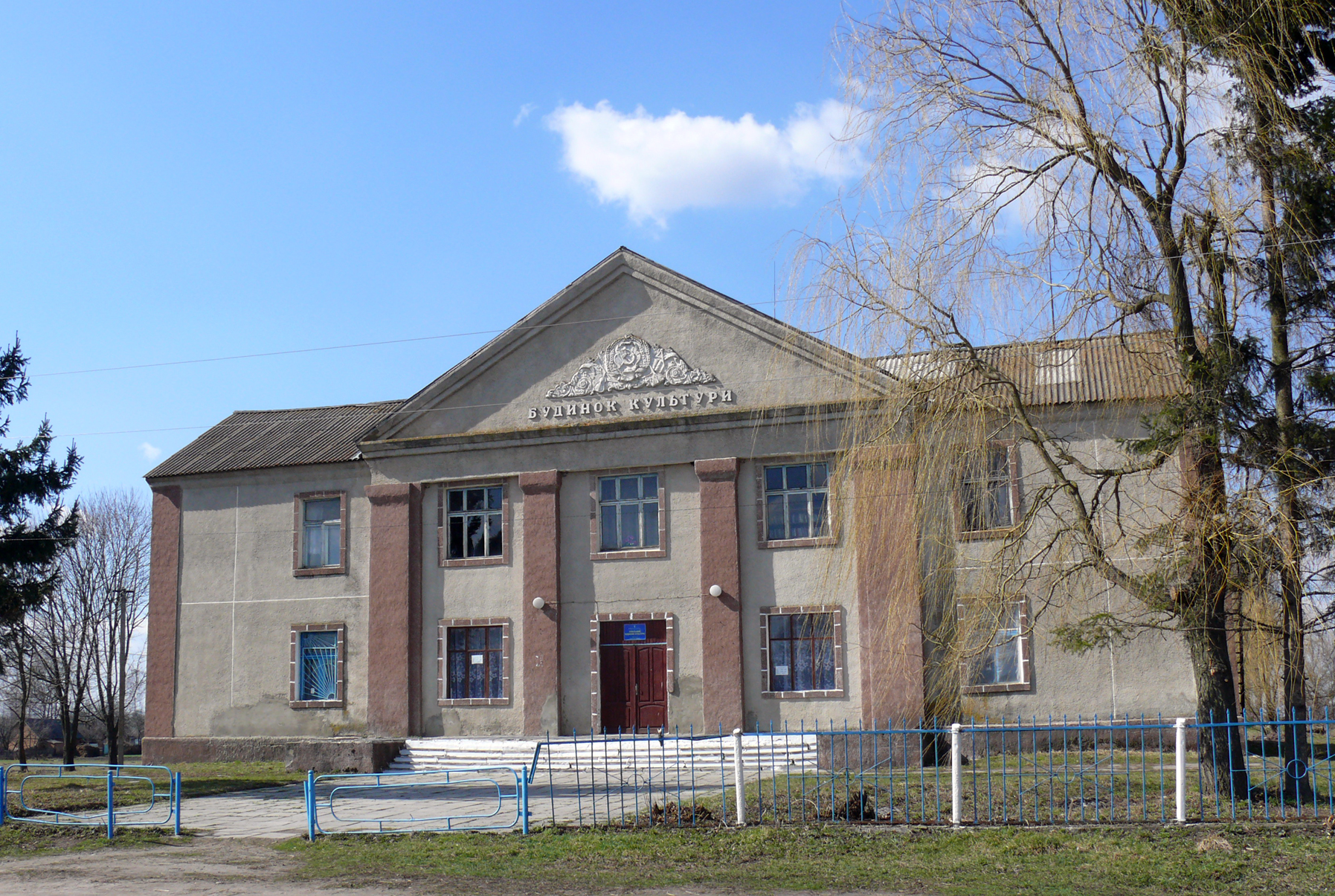
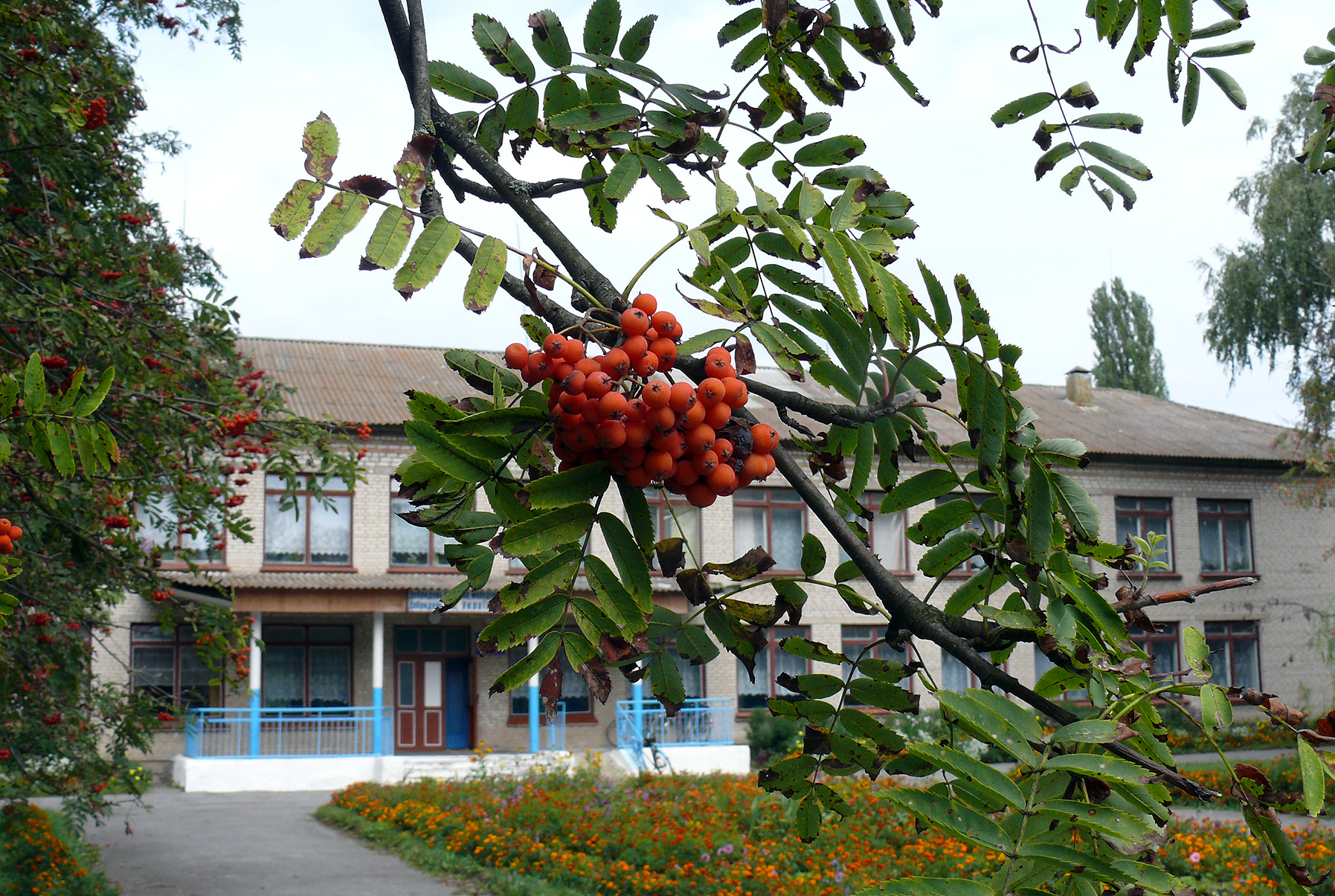
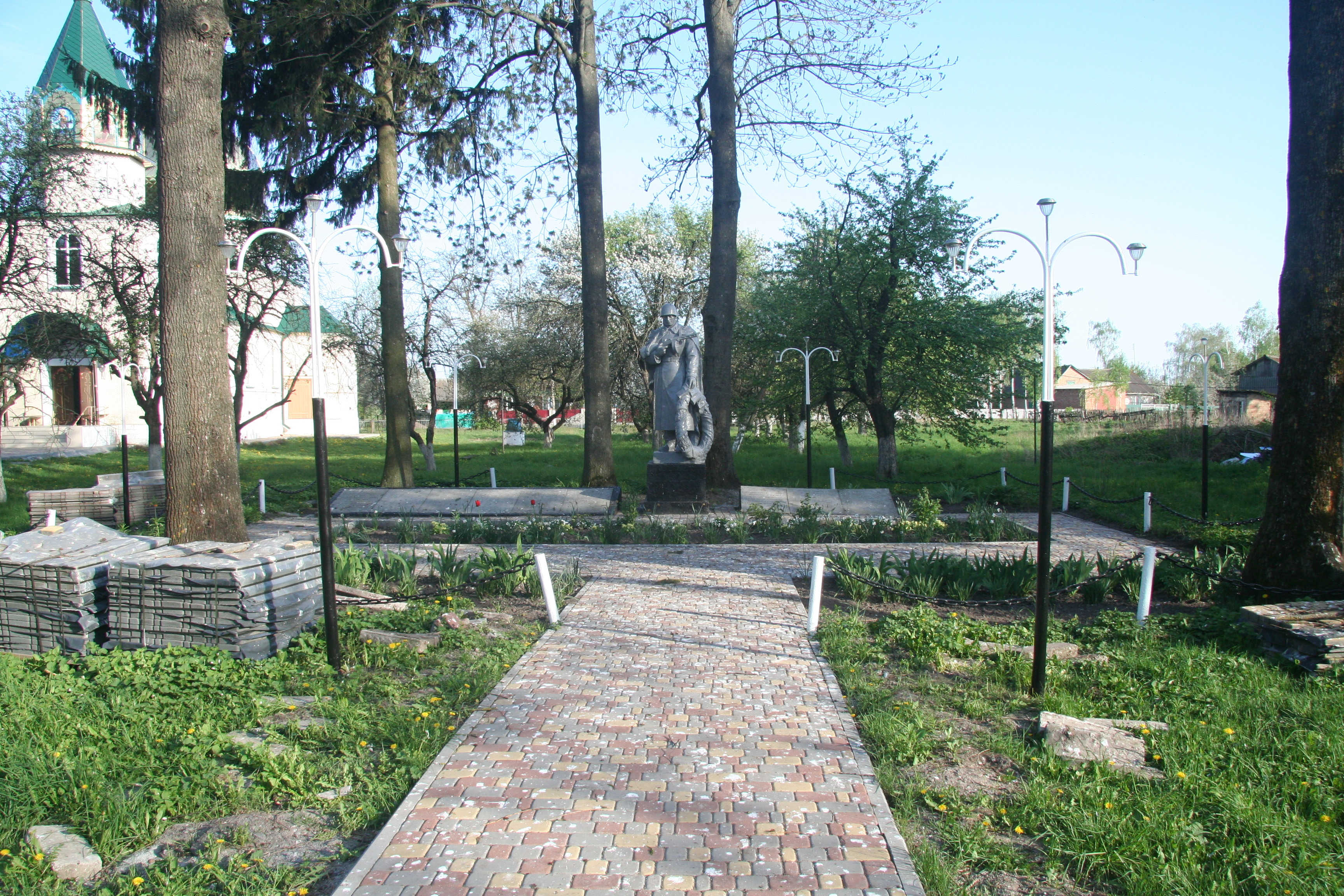
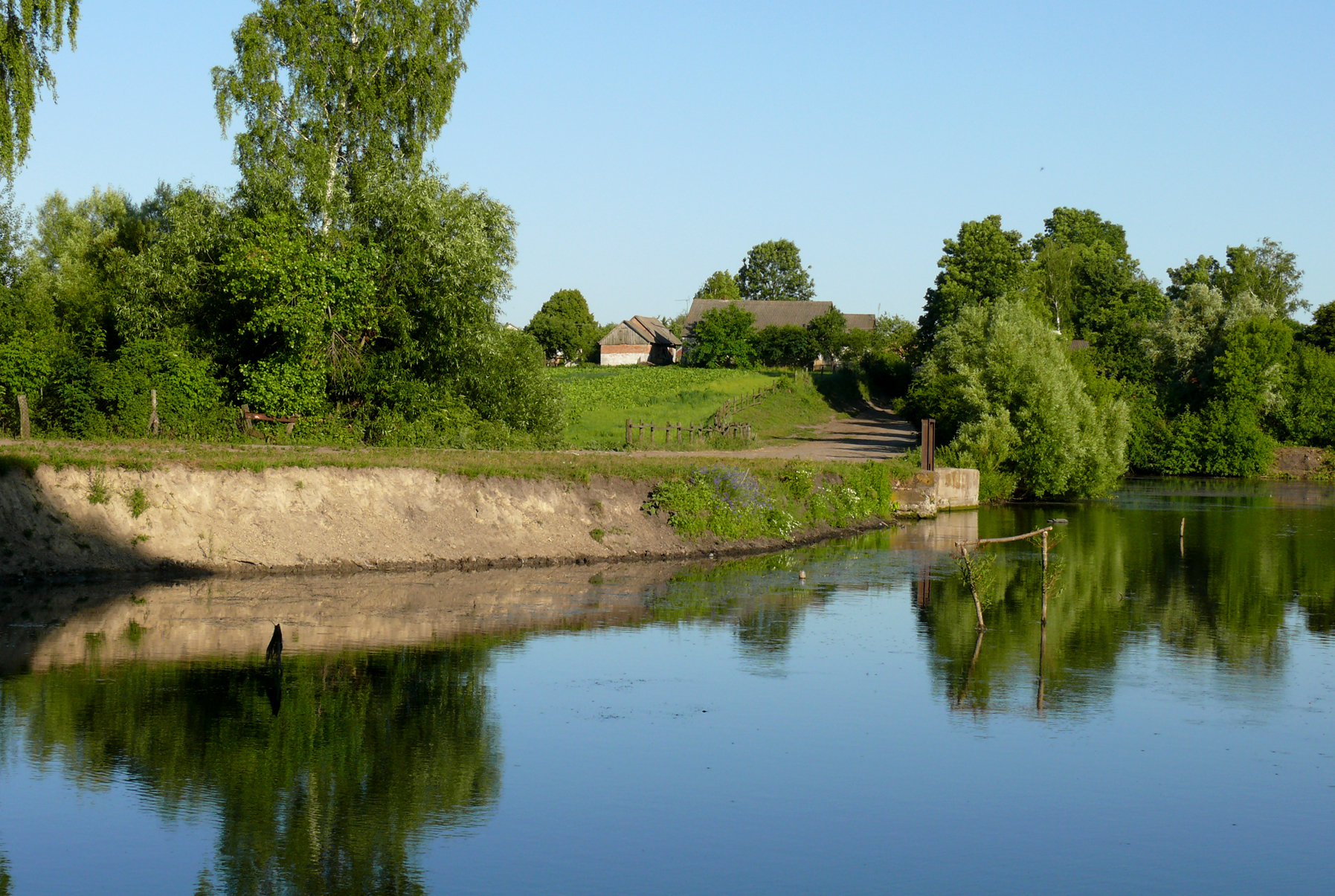
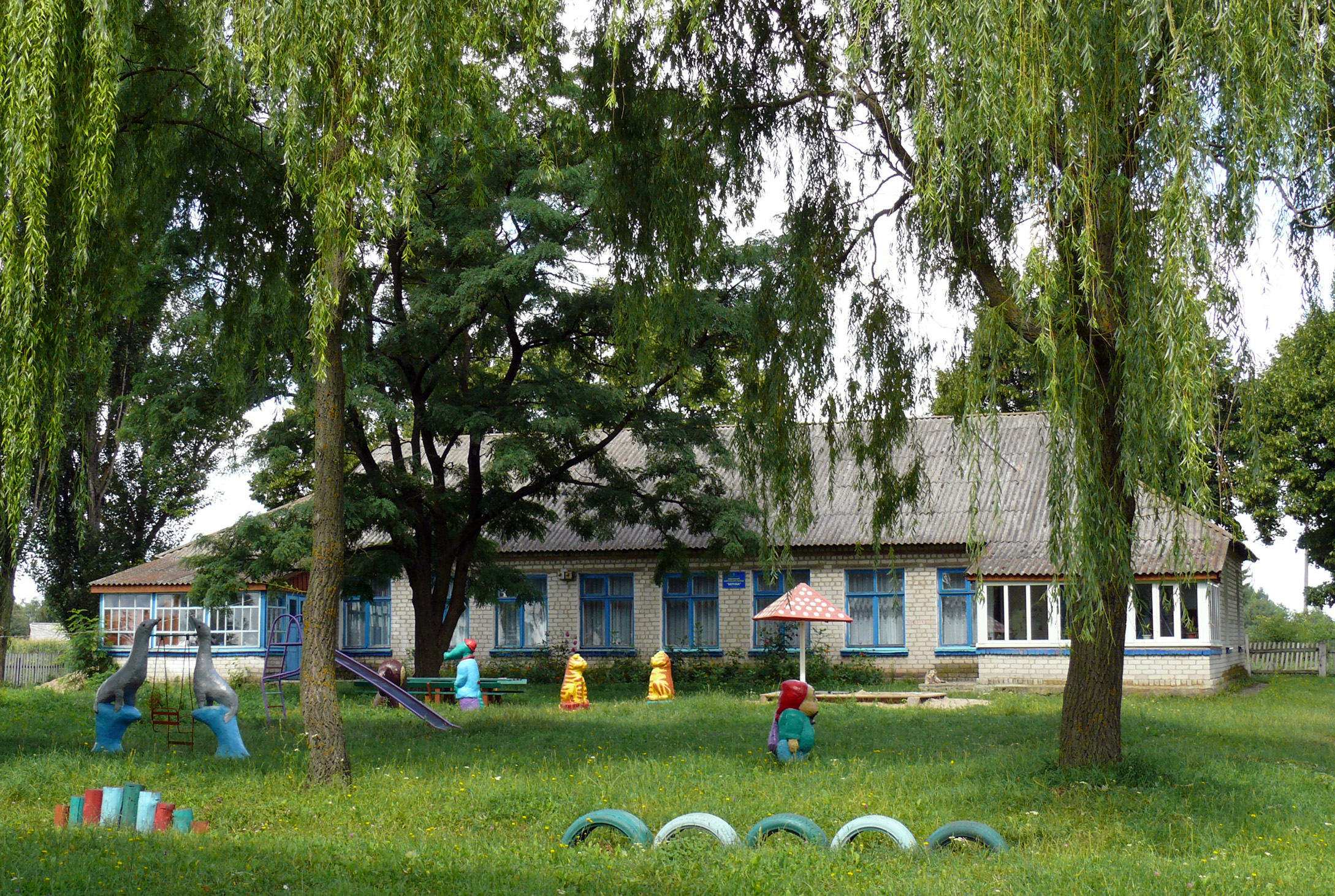
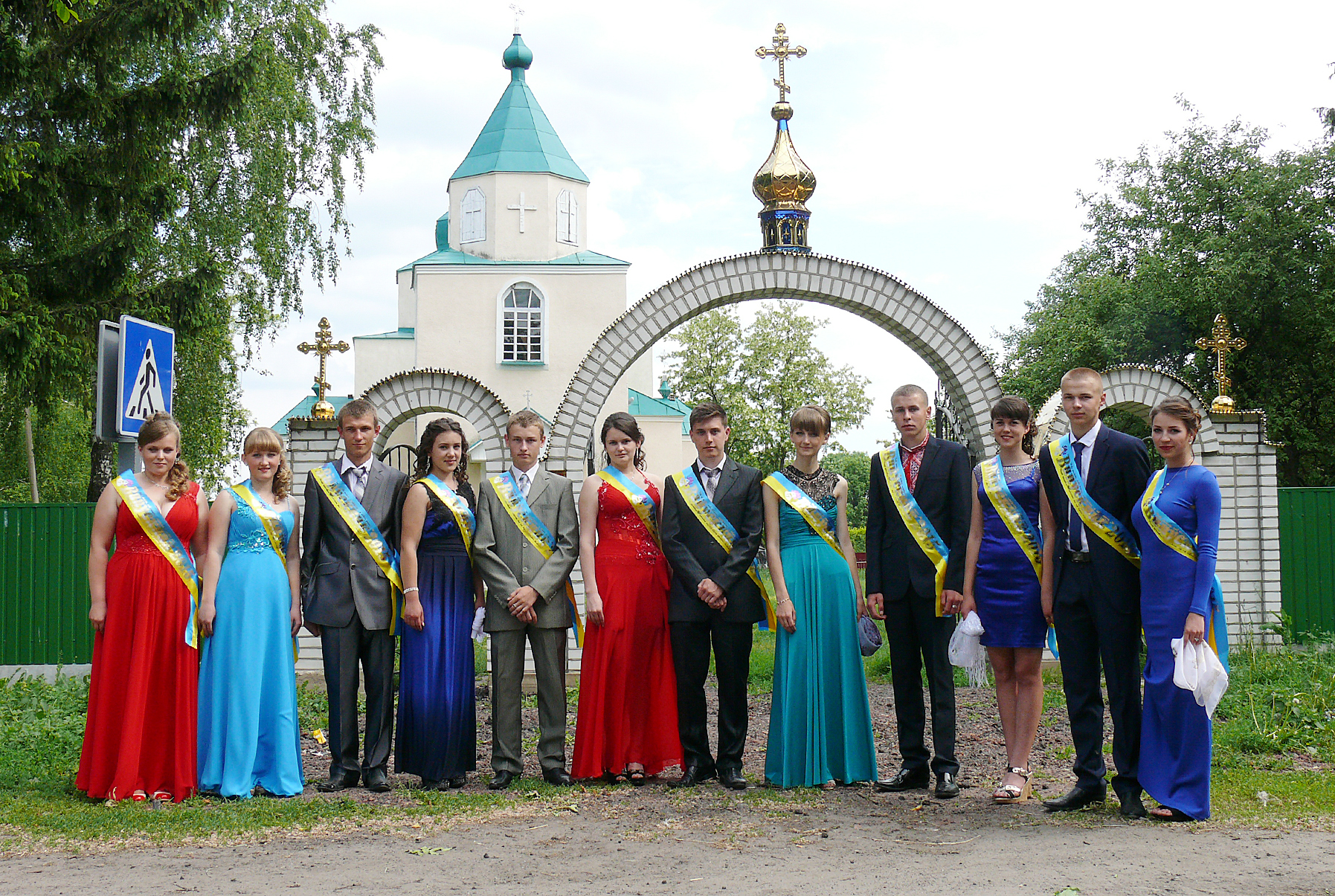
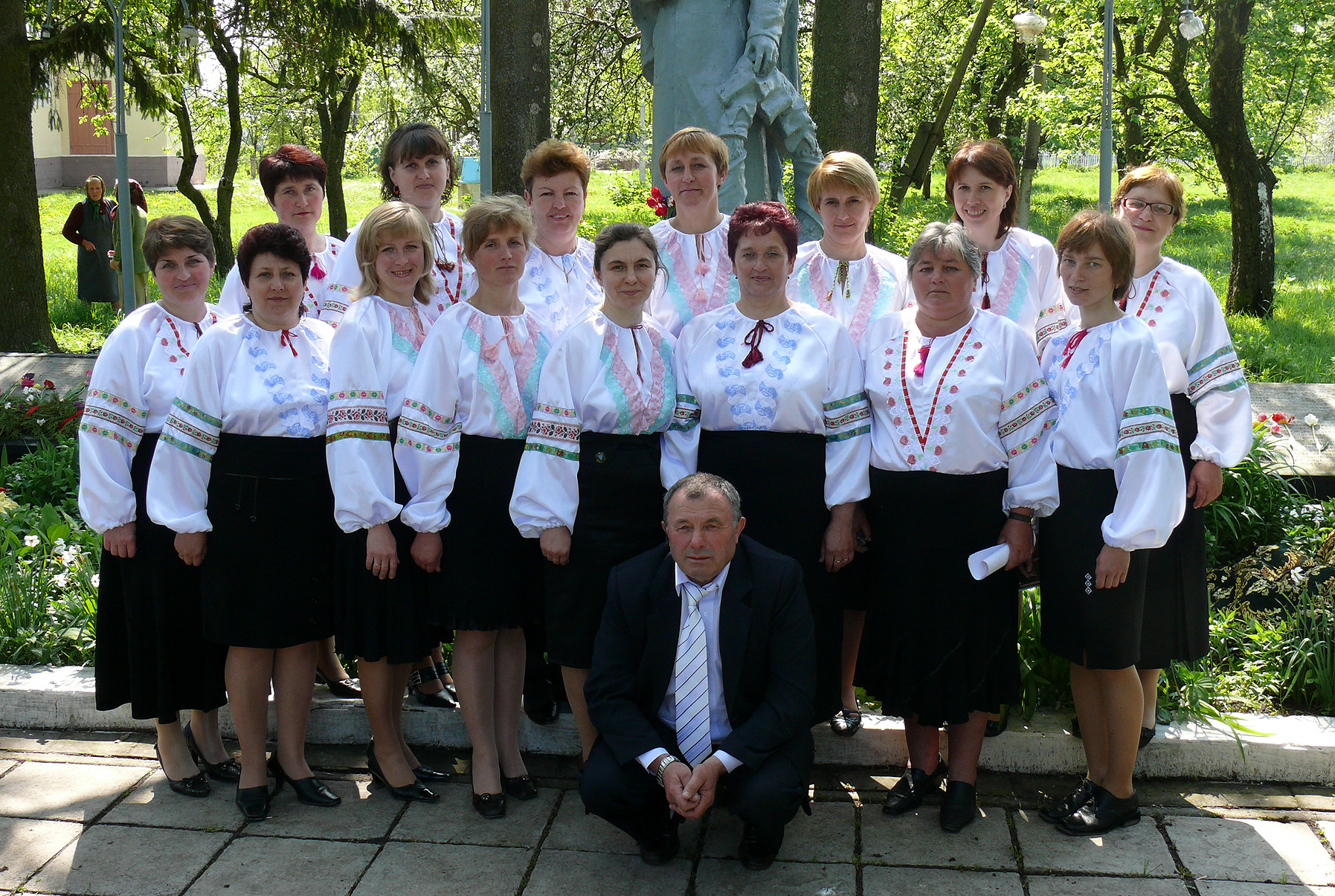
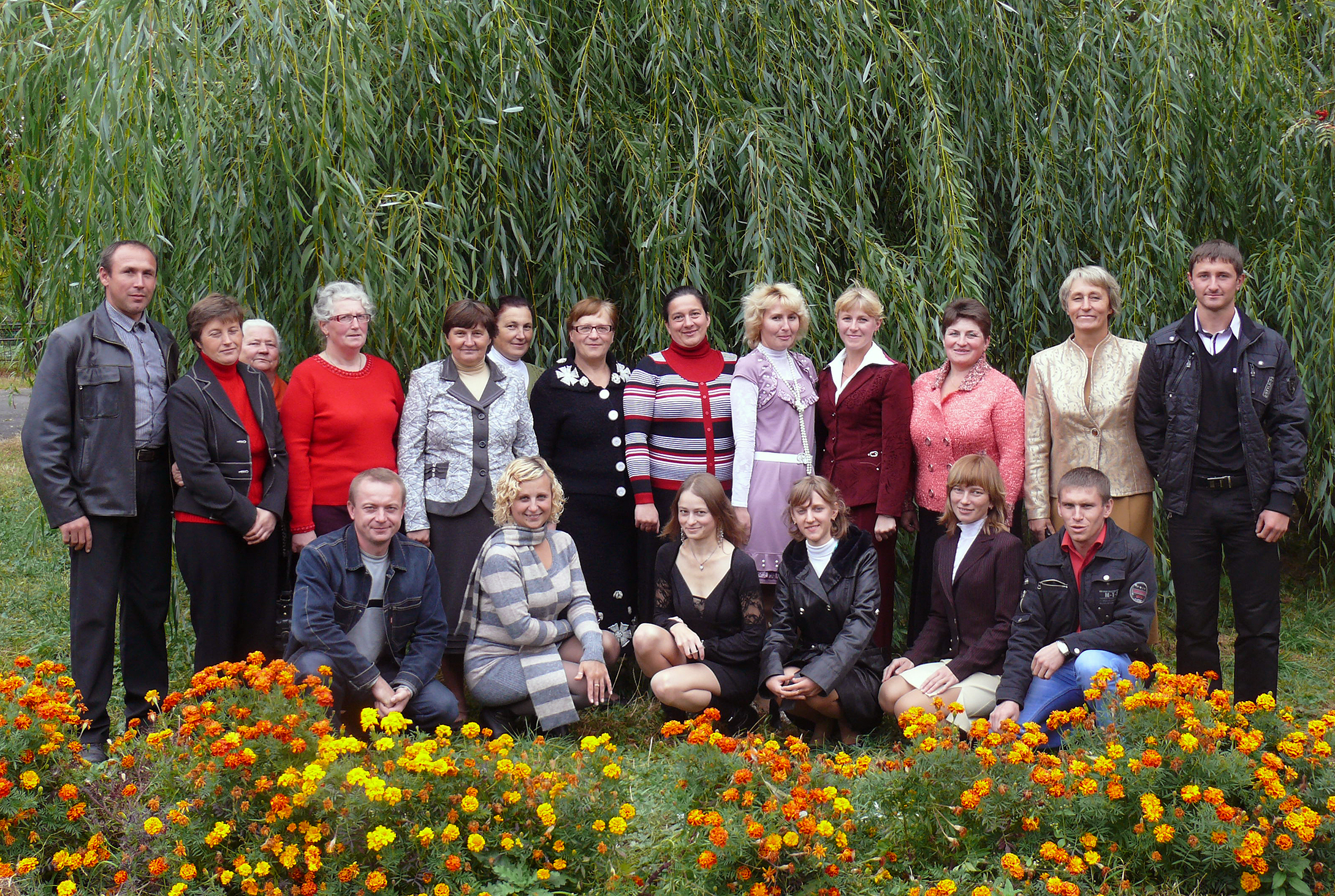
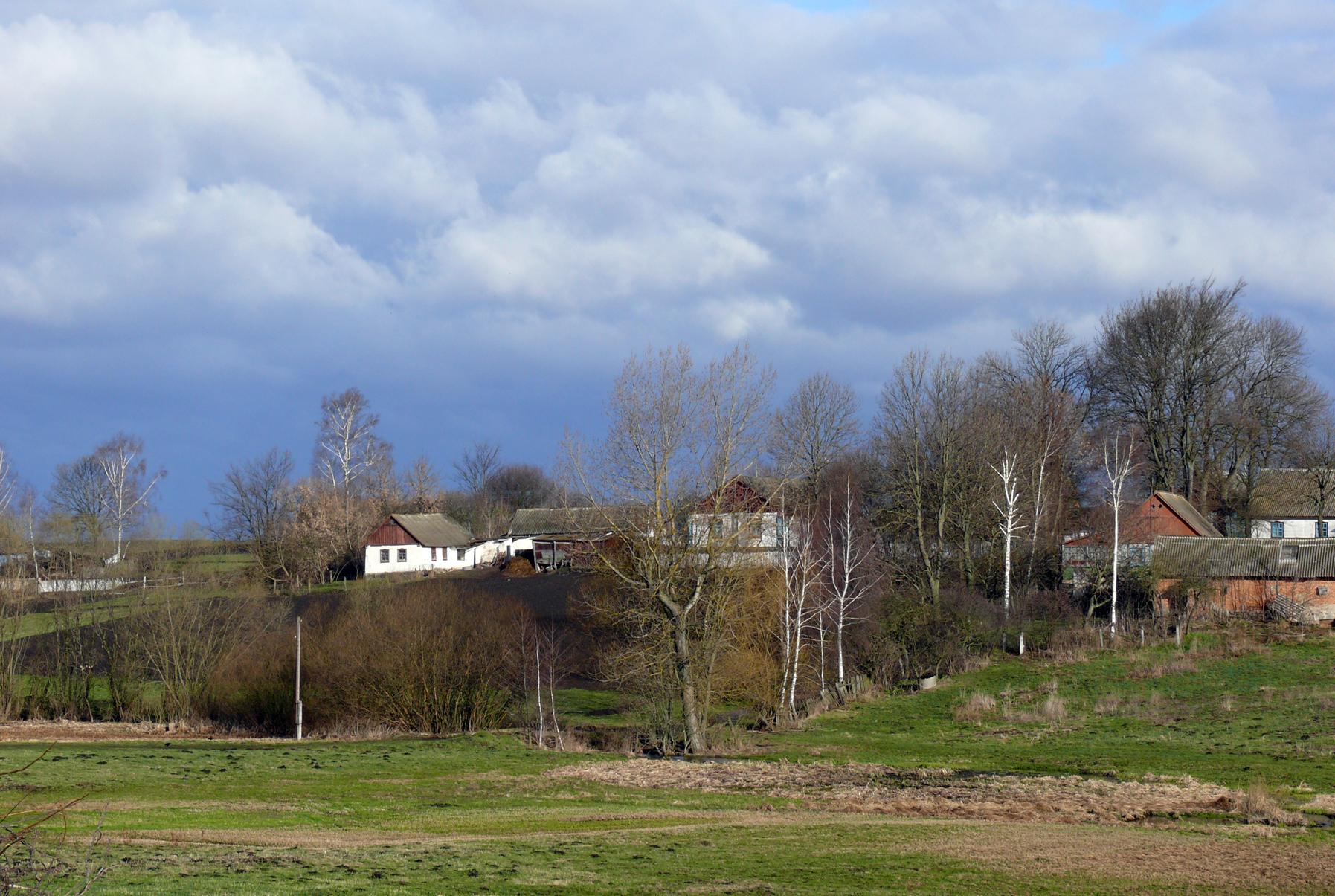

## Адрес местного совета
13234, Житомирская область, Чудновский р-н, с.Красносёлка, ул. Ленина, 22